# Кокошеєвка
Кокоше́євка (рос. Кокошеевка) — село у складі Бугурусланського району Оренбурзької області, Росія.

## Населення
Населення — 330 осіб (2010; 403 у 2002).
Національний склад (станом на 2002 рік):
- росіяни — 66 %